# Vogal posterior semiaberta não arredondada
A vogal posterior semiaberta não arredondada é um tipo de som vocálico usado em alguns idiomas. Ele poderia se assemelhar à vogal anterior aberta não arredondada |a| mas se difere desta exatamente porque aquela |ʌ| é posterior e semiaberta. Fato é que esta proximidade confunde falantes de idiomas que não a possuem, por exemplo falantes portugueses não acostumados ao idioma inglês ao pronunciar a palavra inglesa up (ʌp) tendem a pronunciar (ap).
O símbolo no Alfabeto Fonético Internacional que a representa é ⟨ʌ⟩, o que se assemelha ao acento circunflexo em Português.

## Características
- É uma vogal semiaberta porque a língua é posicionada entre uma vogal aberta e uma vogal média.
- É uma vogal posterior porque a língua é posta o mais atrás possível na boca sem criar uma constrição que a classificaria como uma consoante.
- É uma vogal não arredondada porque os lábios não são arredondados.